# Tour de Belgique 1971
Tour de Belgique 1971 (23. Tour de Belgique Texaco) – 23 edycja rajdu samochodowego Tour de Belgique rozgrywanego w Belgii. Rozgrywany był od 11 do 14 listopada 1971 roku. Była to dziewiętnastego runda Rajdowych Mistrzostw Europy w roku 1971.

## Klasyfikacja rajdu
| Miejsce                      | Kierowca                     | Pilot                        | Samochód                     | Czas                         | Strata                       |                              |
| Klasyfikacja generalna i ERC | Klasyfikacja generalna i ERC | Klasyfikacja generalna i ERC | Klasyfikacja generalna i ERC | Klasyfikacja generalna i ERC | Klasyfikacja generalna i ERC | Klasyfikacja generalna i ERC |
| ---------------------------- | ---------------------------- | ---------------------------- | ---------------------------- | ---------------------------- | ---------------------------- | ---------------------------- |
| 1.                           | Jean-Marie Jacquemin         | André Schelstraete           | Alpine-Renault A110 1600S    |                              | 0.0                          |                              |
| 2.                           | Bernard Darniche             | Jean-Paul Cuvelier           | Alpine-Renault A110 1800     |                              |                              |                              |
| 3.                           | Sobiesław Zasada             | Nicolas Koob                 | BMW 2002 Ti                  |                              |                              |                              |
| 4.                           | Charles Vanstalle            | Robert Loyens                | Datsun 240Z                  |                              |                              |                              |
| 5.                           | René Tricot                  | Willy Lux                    | Opel Commodore GS/E          |                              |                              |                              |
| 6.                           | Herwig Adriaensens           | Antoon Daemers               | BMW 2002 Ti                  |                              |                              |                              |
| 7.                           | Willy Braillard              | Fréderic de Rosée            | Porsche 911 S 2.0            |                              |                              |                              |
| 8.                           | Chris Tuerlinckx             | Etienne Stalpaert            | Opel Manta Transeurope       |                              |                              |                              |
| 9.                           | Jean-Marie Cols              | Alain Lopes                  | Fiat 124 Spider              |                              |                              |                              |
| 10.                          | Paul Maes                    | Jean-Claude Deffresnes       | Alpine-Renault A110 1600S    |                              |                              |                              |